# ヴァシリー・ペトレンコ
ヴァシリー・エドゥアルドヴィチ・ペトレンコ（ロシア語: Василий Эдуардович Петренко, ラテン文字転写: Vasily Eduardovich Petrenko、1976年7月7日 - ）は、ロシア出身の指揮者。現在はイギリスを拠点に活動している。

## 人物・来歴
1976年、レニングラード（現サンクトペテルブルク）生まれ。グリンカ記念レニングラード合唱学校で音楽を学び始める。その後レニングラード音楽院で学び、イリヤ・ムーシン、マリス・ヤンソンス、ユーリ・テミルカーノフらのマスタークラスに参加し薫陶を受けた。1994年から1997年までサンクトペテルブルクのミハイロフスキー劇場でレジデント指揮者を務め、キャリアの基礎を築いた。2002年のカダケス国際指揮者コンクールで第1位を獲得した。
2004年から2007年までサンクトペテルブルク国立アカデミー交響楽団の首席指揮者、2006年から2021年までロイヤル・リヴァプール・フィルハーモニー管弦楽団の首席指揮者、2013年から2020年までオスロ・フィルハーモニー管弦楽団の首席指揮者、2021年から2022年までロシア国立交響楽団の芸術監督、2021年からはロイヤル・フィルハーモニー管弦楽団の音楽監督を務める。

## 客演活動

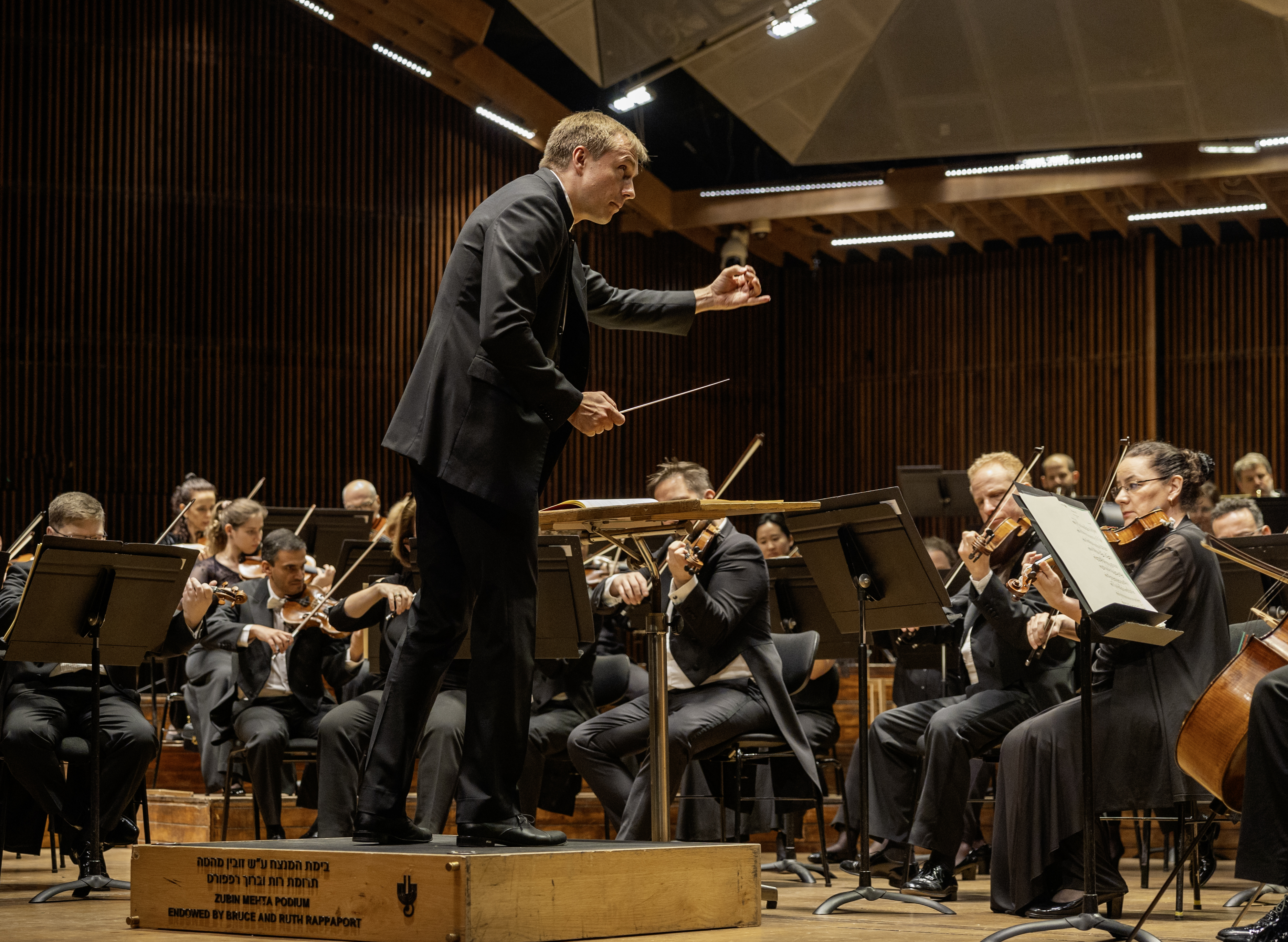
イスラエル・フィルハーモニー管弦楽団を指揮するペトレンコ（2024年）

ベルリン・フィルハーモニー管弦楽団、バイエルン放送交響楽団、ライプツィヒ・ゲヴァントハウス管弦楽団、フランス国立管弦楽団、チェコ・フィルハーモニー管弦楽団、サンクトペテルブルク・フィルハーモニー交響楽団、シカゴ交響楽団、フィラデルフィア管弦楽団、クリーブランド管弦楽団、ボストン交響楽団、ロンドン交響楽団など、著名なオーケストラに客演し、エディンバラ音楽祭、グラーフェネック音楽祭、BBCプロムスなど主要な音楽祭に出演している。また、グラインドボーン音楽祭、パリ・オペラ座、ミハイロフスキー劇場、チューリッヒ歌劇場、バイエルン国立歌劇場、メトロポリタン歌劇場などで、オペラの指揮を執っている。

## 録音
ロイヤル・リヴァプール・フィルハーモニー管弦楽団とのショスタコーヴィチ、ラフマニノフ、エルガーの交響曲集は、特に高く評価されている。